# Syndicat suisse des détenus
Le Syndicat suisse des détenus, appelé en allemand Schweizerische Gefangenengewerkschaft (SGG), également appelé Union pour la protection des prisonniers, est une association suisse de défense des intérêts des détenus.

## Histoire
Le Syndicat suisse des détenus a été fondé en 1968 à Berne par des personnalités du monde de la politique, de l'économie et de la société civile. Il a été présidé pendant de nombreuses années par Walter Haesler. Sur le plan politique, il était proche du centre, attirant d'abord les critiques des médias de droite. Après l'assemblée générale de 1973, le syndicat est en butte à l'hostilité de la gauche, qui revendique pour elle seule le terme de « syndicat ». En raison de sa coopération étroite avec les autorités judiciaires suisses, le Syndicat a fait l'objet de critiques de plus en plus vives de la part des détenus (mais pas seulement), selon lesquelles il ne s'agirait pas à proprement parler d'un syndicat, dans la mesure où il ne représenterait pas l'intérêt des détenus, mais celui de l'État. Des sections régionales du SGG ont existé jusque dans les années 1980, avant la dissolution du syndicat.
Une petite collection de documents de la SGG avec des circulaires, des statuts et des coupures de journaux se trouve aux Archives économiques suisses.

### En français
- Yvonne Bercher: Au-delà des murs: témoignage et recherche sur l'univers carcéral suisse romand. Lausanne: Éditions d'en bas, 1995.  (ISBN 2-8290-0157-5)

### En allemand
- Kurt Marti: Notizen und Details 1964–2007: Beiträge aus der Zeitschrift "Reformatio" Theologischer Verlag Zürich, 2010. Chapitre « Schweizerische Gefangenengewerkschaft », p. 293-298.  (ISBN 3-290175-41-3)
- Hans Martin Sutermeister: Summa Iniuria: Ein Pitaval der Justizirrtümer. Chapitres sur les cas Pierre Jaccoud, Maria Popescu, Walter Gross et Robert Willi. Elfenau, Bâle, 1976. (OCLC 800806162) en ligne
- Helen Stotzer: Bewegung in Schweizer Gefängnissen: Einfluss und Grenzen ausserparlamentarischer Opposition im politischen System. Mémoire. Département d'histoire de l'Université de Berne, 1996.
- Thomas Faerber (auteur); Bernhard C. Schär und Ruth Ammann (éd.): Bern 68: Lokalgeschichte eines globalen Aufbruchs: Ereignisse und Erinnerungen. hier + jetzt, 2008.  (ISBN 3039190784) (OCLC 244023368)
- VAS Oekumenische Gefangenengewerkschaft: Ein Jahr danach: Gelbbuch: Gefangene der Strafanstalt Regensdorf erzählen, wie sie die Revolte vom 13.12.80 erlebten: seither hat sich dieses Zuchthaus zu einem der härtesten Knäste der Schweiz entwickelt. VAS, Zurich, 1981 ou 1982. (OCLC 696039380)